# Орішець скельний
Орішець скельний (Salpinctes obsoletus) — вид горобцеподібних птахів родини воловоочкових (Troglodytidae). Вид поширений на заході Північної Америки (в Канаді та США), в Мексиці і Центральній Америці, включаючи Беліз, Коста-Рику, Сальвадор, Гватемалу, Гондурас і Нікарагуа. Його середовище проживання складається з тропічних і субтропічних чагарників і скелястих районів.

## Опис
Дрібний птах, завдовжки 12,5-15 см, вагою 15-18 г. Розмах крил — 22-24 см. Він має сіро-коричневий верх з дрібними чорними та білими плямами та блідо-сірий низ зі світло-коричневим крупом. Додаткові відмінні риси включають світло-сіру лінію над оком, довгий злегка загнутий тонкий дзьоб, довгий хвіст із смугою та темні ноги.

## Спосіб життя
Птахи активно полюють на землі, навколо та під каменями чи колодами, досліджуючи різні шпарини дзьобом. Харчуються в основному комахами і павуками.

## Підвиди
- S. o. costaricensis van Rossem, 1941[3] – на північному заході Коста-Рики.
- † S. o. exsul Ridgway, 1903[4] – лише на острові Ревільяхіхедо.
- S. o. fasciatus Salvin & Godman, 1891[5] – північно-західне Нікарагуа.
- S. o. guadeloupensis Ridgway, 1876[6] – острів Гвадалупе.
- S. o. guttatus Salvin & Godman, 1891[7] – Сальвадор.
- S. o. neglectus Nelson, 1897[8] – поширений від південної Мексики до центрального Гондурасу.
- S. o. obsoletus (Say, 1822)[9] – номінальна форма, поширена від південно-західної Канади до центральної Мексики.
- S. o. tenuirostris van Rossem, 1943[10] – на островах Сан-Беніто.